# TinderCat
El TinderCat és una iniciativa creada espontàniament a les xarxes socials amb el propòsit de flirtar i cercar parella en català a internet. Pretén imitar l'aplicació amorosa Tinder i el programa televisiu First Dates a través de la funció «Espais» de la xarxa de microblogging Twitter, publicada el 2021.

## Història
La iniciativa va aparèixer per primera vegada el vespre de l'11 d'abril de 2021 per part de l'usuari santcugatenc Gerard Querol, més conegut com a Gerry, que va decidir aprofitar aquesta funció de Twitter que permetia mantenir converses de veu amb un màxim d'onze parlants i sense límit d'oients. Es va crear sota el nom de «First Dates Catalunya: qui busqui parella que ho digui».
L'etiqueta #TinderCat fou tendència o tema del moment de manera perllongada, durant més de vint-i-quatre hores consecutives.
Mesos més tard, la nit del dia 10 d'abril de 2022 es va superar el rècord de participants quan va arribar a 3.200 oients. L'etiqueta #TinderCat, emprada pels participants a l'espai, fou tendència durant tota la matinada del dia 7 de gener, quan l'anterior rècord d'audiència —de 1.300 persones— es va assolir.

## Organitzadors
Actualment, juntament amb Gerard Querol, Carla Junyent i Ramon Pera en són els moderadors i administradors. Entre d'altres, s'inspiren en programes de ràdio com el Back Up o el Prohibit als pares de ràdio Flaixback.

## Desvirtualització

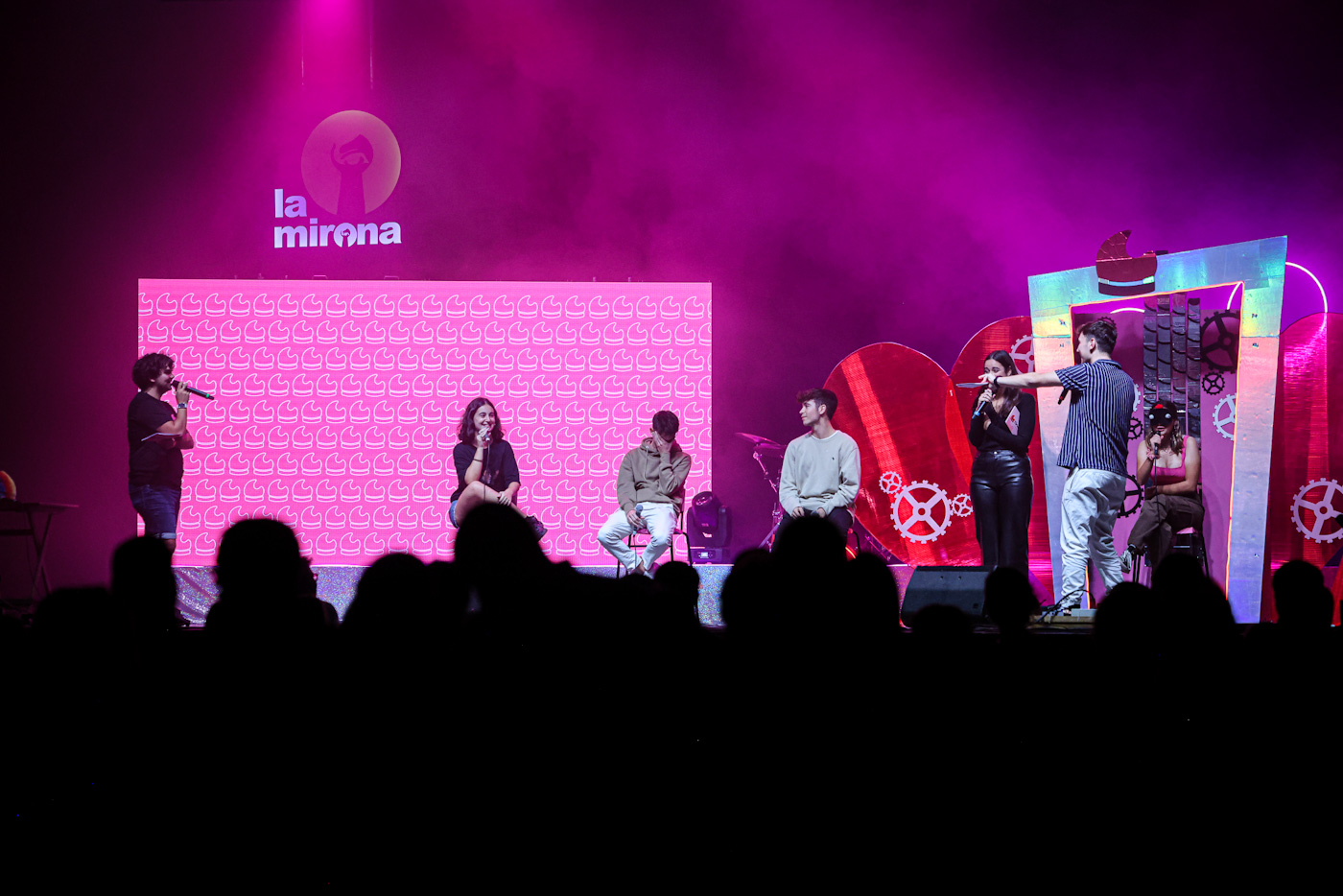
Espectacle de TindeCat a La Mirona durant la Catosfera 2022.

El divendres 22 d'abril de 2022 es programà la primera trobada presencial del TinderCat a Sant Cugat del Vallès: Tindercat: Operació Sant Jordi. L'esdeveniment té l'objectiu d'emparellar els assistents de cara a la celebració de Sant Jordi l'endemà i, en conseqüència, s'ha difós mitjançant l'eslògan “Aquest Sant Jordi volem rosa, llibre i polvo.” S'ha triat Sant Cugat per ser la ciutat natal de Gerard Querol, un dels organitzadors.
En enfront d'això, el col·lectiu feminista santcugatenc Hora Bruixa ha compartit a Twitter reflexions i crítiques envers l'Operació Sant Jordi del Tindercat, com ara que "no propicia en cap cas un canvi de model de relacions patriarcals i mercantilitzades de la nostra societat," tot i que no deixen de valorar la proposta i el fet que sigui duta a terme en català.